# Juan Pérez de Medina
Juan Pérez de Medina fou un músic espanyol del segle xv. Fou cantor de la Capella Reial, nomenat per Albalà de la Isabel la Catòlica el 7 de novembre de 1477. Barbieri suposa que pogué ser autor de dues de les composicions que, assenyalades amb els números 45 i 57, figuren en el seu Cancionero de los siglos XV y XVI.